# Liste der Bodendenkmäler in Schauenstein
Auf dieser Seite sind die Bodendenkmäler in der oberfränkischen Stadt Schauenstein zusammengestellt. Diese Tabelle ist eine Teilliste der Liste der Bodendenkmäler in Bayern. Grundlage ist die Bayerische Denkmalliste, die auf Basis des Bayerischen Denkmalschutzgesetzes vom 1. Oktober 1973 erstmals erstellt wurde und seither durch das Bayerische Landesamt für Denkmalpflege geführt wird. Die folgenden Angaben ersetzen nicht die rechtsverbindliche Auskunft der Denkmalschutzbehörde.

## Bodendenkmäler der Gemeinde Schauenstein

### Bodendenkmäler in der Gemarkung Helmbrechts
| Lage                   | Objekt                                           | Akten-Nr.     | Bild |
| ---------------------- | ------------------------------------------------ | ------------- | ---- |
| Helmbrechts (Standort) | Wüstung des Mittelalters und der frühen Neuzeit. | D-4-5736-0020 |      |

### Bodendenkmäler in der Gemarkung Schauenstein
| Lage                    | Objekt | Akten-Nr.     | Bild |
| ----------------------- | --- | ------------- | ---- |
| Schauenstein (Standort) | Körpergräber des hohen und späten Mittelalters.                                                                                          | D-4-5736-0011 |      |
| Schauenstein (Standort) | Wüstung des späten Mittelalters und der frühen Neuzeit.                                                                                  | D-4-5736-0023 |      |
| Schauenstein (Standort) | Hochmittelalterliche Burganlage sowie Befunde des Mittelalters und der frühen Neuzeit im Bereich von Schloss Schauenstein.               | D-4-5736-0091 |      |
| Schauenstein (Standort) | Vorgängerbau sowie Befunde des Mittelalters und der frühen Neuzeit im Bereich der Evangelisch-Lutherischen Pfarrkirche St. Bartholomäus. | D-4-5736-0092 |      |
| Schauenstein (Standort) | Abgegangene Evangelisch-Lutherischen Friedhofskapelle und Bestattungsplatz der frühen Neuzeit.                                           | D-4-5736-0093 |      |